# Harbecke
Harbecke ist ein Ortsteil der Stadt Schmallenberg im Hochsauerlandkreis (Nordrhein-Westfalen).

## Geografie

### Lage
Harbecke liegt am Ostrand der nordwestlich des Rothaargebirges gelegenen Saalhauser Berge. Es befindet sich rund 3,5 km westsüdwestlich der Schmallenberger Kernstadt auf einer Höhe von 395 m ü. NN. Durch das Dorf fließt der kleine Lenne-Zufluss Harbecke, welcher im Beerenberg entspringt. Südwestlich von Harbecke liegt das 1,44 ha große Landschaftsschutzgebiet Zusammenfluss von Eimecker Siepen und Burbecke.

### Nachbarorte
Angrenzende Orte sind Lenne, Werntrop, Selkentrop, Felbecke, Werpe und Fleckenberg.

## Geschichte
Das Dörfchen Harbecke war ursprünglich ein Einhof und hieß 1361 noch „Hartbeke“. Aus einer Schenkungsurkunde vom 24. Juni 1361 an das Kloster Grafschaft geht hervor, dass die Mahlgerechtigkeit für eine den Bilsteiner Edelherren gehörende Feldmühle bei Schmallenberg bei den Harbecker Bauern lag. Der Harbecker Zehnte fiel bis 1444 an die Edelherren von Grafschaft als Vögte des Klosters Grafschaft. Durch Verkauf gelangte der Hof im Februar 1444 an die Abtei des Klosters. Frühe Anhaltspunkte über die Größe des Ortes ergeben sich aus einem Schatzungsregister für das Jahr 1543. Demnach gab es in „Härbecke“ vier Schatzungspflichtige; die Zahl dürfte mit den damals vorhandenen Höfen bzw. Häusern übereingestimmt haben. 1645 wurde Harbeeck auf der Karte Westphalia Ducatus kartografisch erfasst.

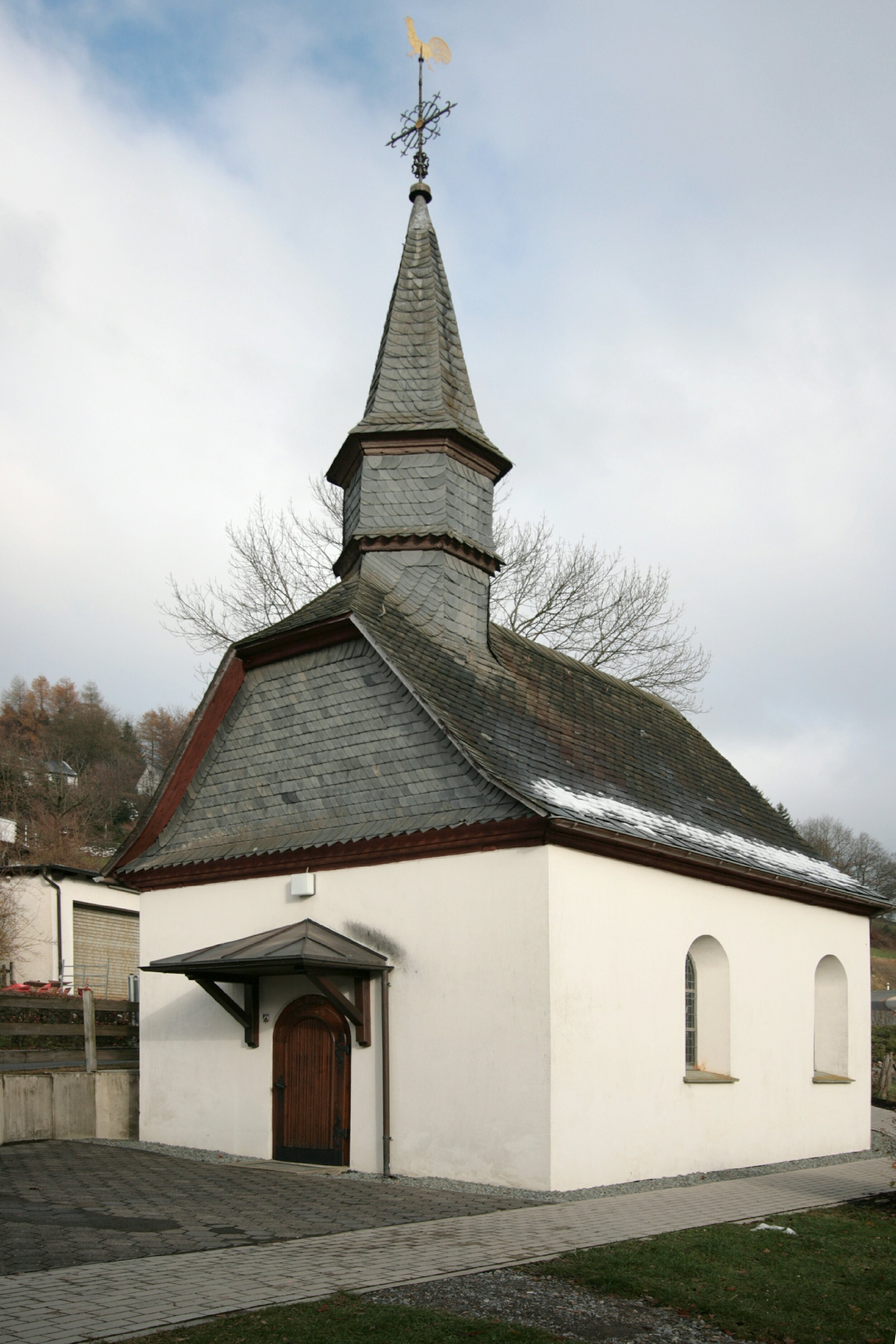
Kapelle Harbecke

Bis zur kommunalen Neugliederung in Nordrhein-Westfalen gehörte Harbecke zur Gemeinde Wormbach im so genannten Hawerland. Seit dem 1. Januar 1975 ist Harbecke ein Ortsteil der Stadt Schmallenberg.
Kirchlich gehört das Dorf zur Gemeinde Lenne. Politisch gehört Harbecke jedoch der Gemeinde Wormbach an, gewählt wird also in Wormbach.

## Religion
Die Kapelle St. Barbara steht im Zentrum des katholischen Ortes. Sie ist im Jahre 1757 von Grund auf neu erbaut worden. Zu ihrem Unterhalt schenkten Bewohner des Dorfes ihr Landstücke, Gärten und Hauberge, die gegen Pacht vergeben wurden.
Im Jahr 1892 erhielt die Kapelle einen Kreuzweg.
1980 erhielt die Kapelle vier neue Rundbogenfenster der Fa. Otto Peters (Paderborn) aus Antikem Bleiglas mit Schwarzlot.

## Sport

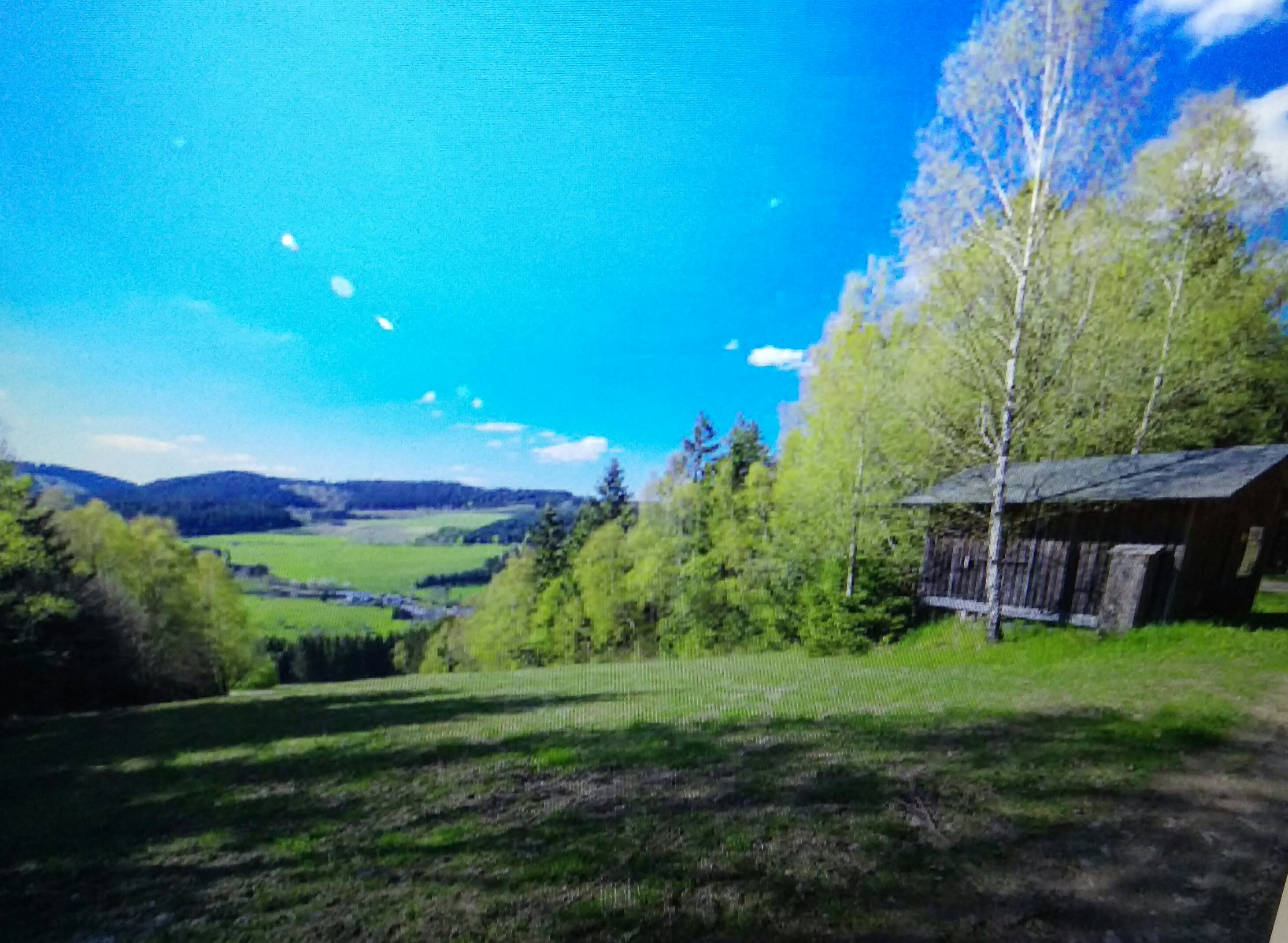
Skilift von Harbecke

Im Dorf befand sich bis 2023 ein kleiner Naturschnee-Skilift, der vom heimischen Ski-Club unterhalten wurde. Wegen zu geringer Schneefälle wurde dieser aufgegeben und abgebaut.
Für die Kinder befindet sich In der Mitte des Dorfes ein großer Spielplatz.
Rund um Harbecke und den Beerenberg gibt es viele Wanderwege, z. B. der Rundweg Harbecke – Fleckenberg (F4), den Schmallenberger Stadtrundweg (SR)                                                                                                          oder den Friedrich-Wilhelm-Grimme-Weg (X27)
Im Nordwesten von Harbecke befindet sich das Wanderportal am Brande  mit zwei Wanderparkplätzen. Von dort aus kann man z. B. die Wegedenkmäler Harbecker Kreuz und Greitemanns Stein, die drei Jägerbänke oder die zahlreichen Wanderwege der Saalhauser Berge erreichen.